# Eupentacta
Genre
Eupentacta est un genre d'holothuries (concombre de mer) de la famille des Sclerodactylidae.

## Liste des espèces
Selon World Register of Marine Species (18 février 2015) :
- Eupentacta chronhjelmi (Théel, 1886)
- Eupentacta exigua (Ludwig, 1875)
- Eupentacta fraudatrix (D'yakonov & Baranova in D'yakonov & al., 1958)
- Eupentacta pseudoquinquesemita Deichmann, 1938
- Eupentacta quinquesemita (Selenka, 1867)

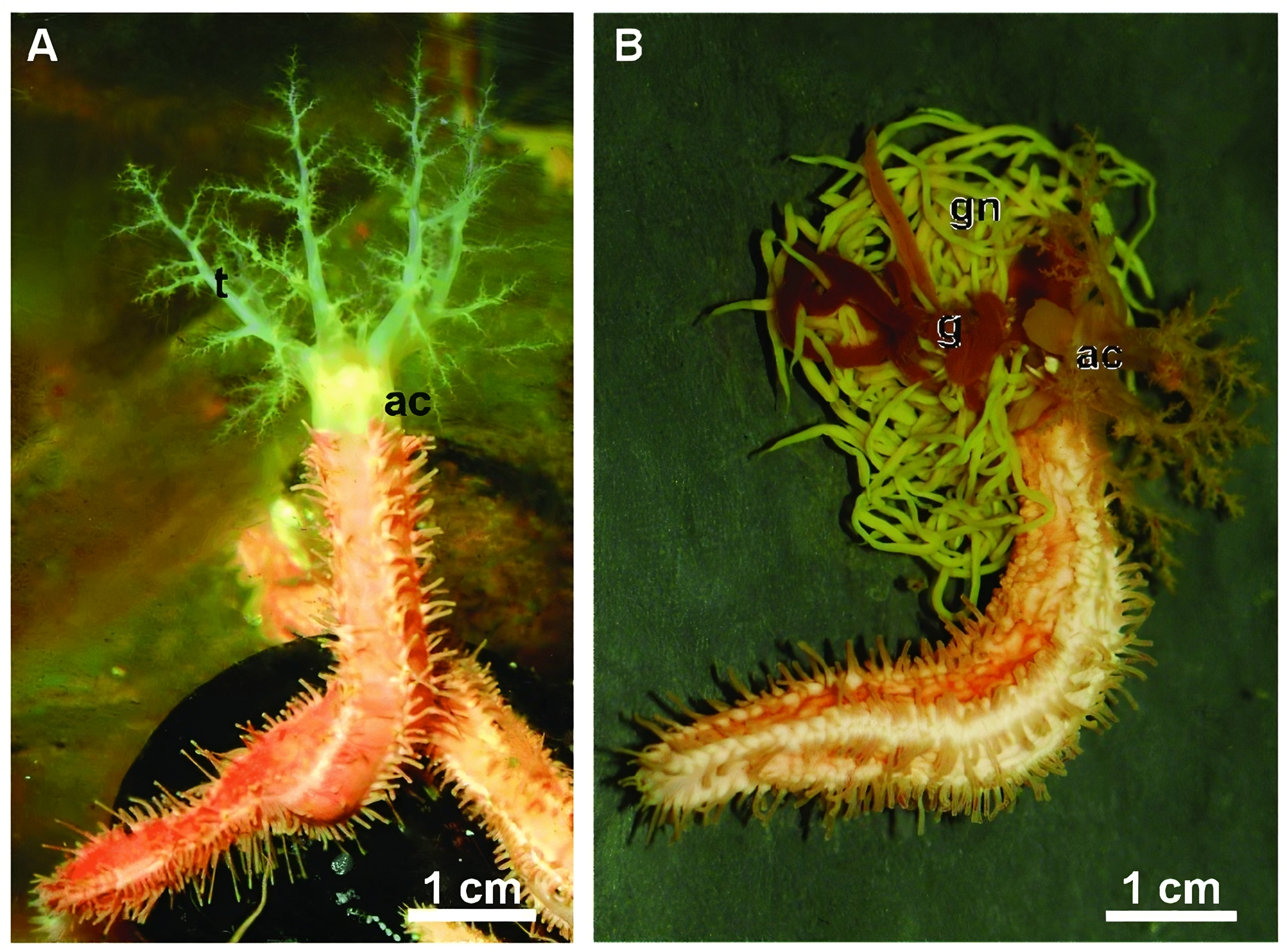
Eupentacta fraudatrix
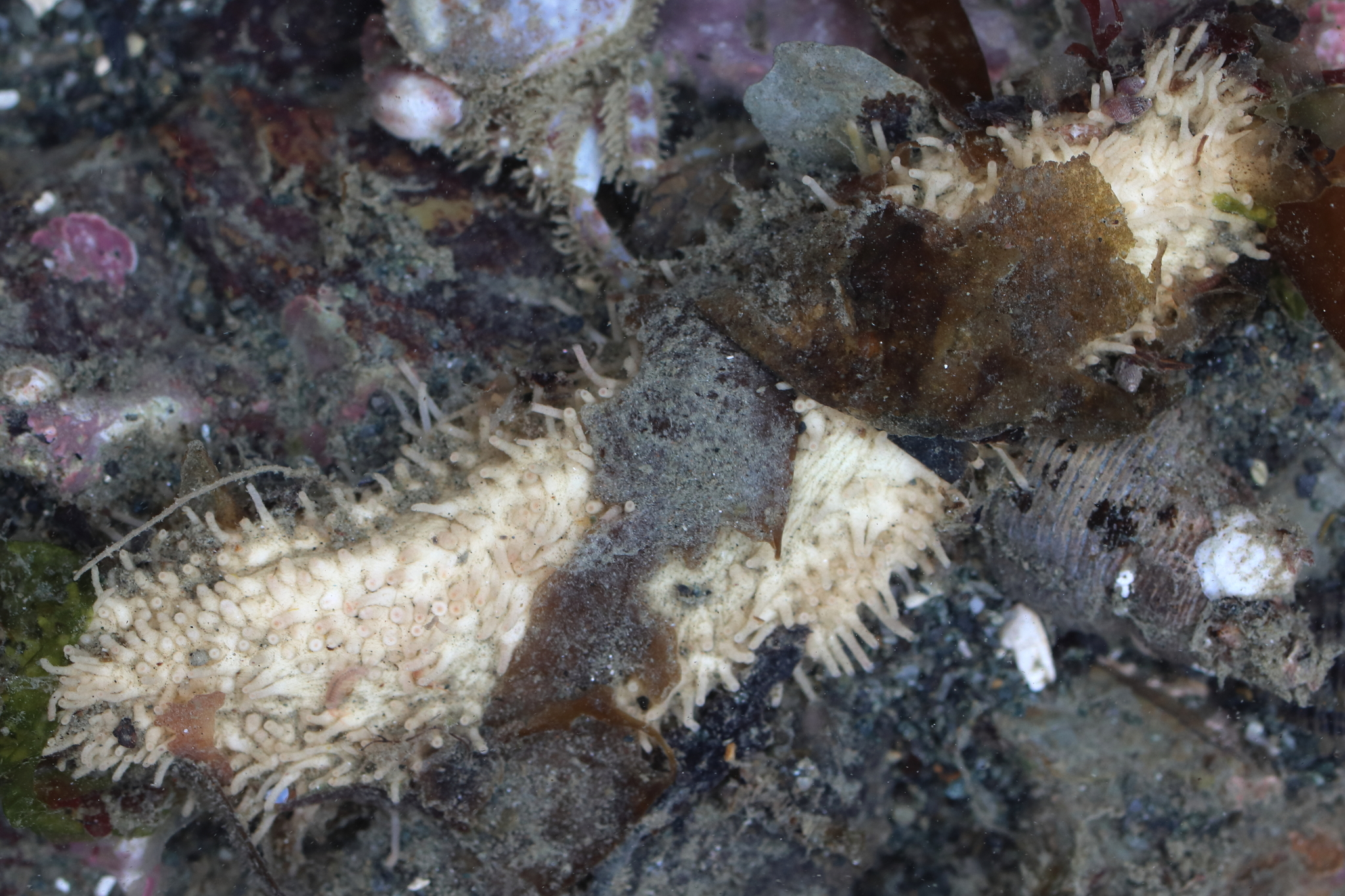
Eupentacta pseudoquinquesemita